# A teljes történeted
A teljes történeted (korábbi magyar címén: Az emlékchip) a Fekete tükör című brit sci-fi sorozat harmadik epizódja, amit Jesse Armstrong írt, és Brian Welsh rendezett. 2011. december 18-án mutatta be Nagy-Britanniában a Channel 4, Magyarországon pedig az HBO-csoporthoz tartozó Cinemax. A sorozat később felkerült a Netflixre is, ekkor az epizód új szinkront és címet kapott.
Az epizód egy olyan világban játszódik, ahol egy, az emberekbe ültetett chip segítségével felvehető és újraélhető bármilyen emlék az életükből. Az ügyvéd Liam (Toby Kebbell) és felesége, Ffion (Jodie Whittaker) egy vacsorán vesznek részt, Liam pedig gyanakodni kezd a nejére, aki az egyik barátjukkal, Jonassal (Tom Cullen) feltűnően jóban van. Ennek köszönhetően kezd el kutakodni az emlékeiben és a feleségét folyamatosan kérdésekkel bombázza a férfival való kapcsolatáról, amelynek célja, hogy megcsaláson kapja őt. A történet 2050-ben játszódik, a díszleteket leginkább kőből, fémből és fából készítették.
Jesse Armstrong korábbi munkáihoz képest ez a történet kevéssé komikus, hanem inkább azt illeti kritikával, hogy az okostelefonok korában az emberek mennyire képesek bármit rögzíteni, ami az életükben történik. Az epizód fogadtatása a bemutatókor pozitív volt, a kritika dícsérte Kebbell alakítását és a történet alapfelvetését, de a végkimenetelt illetően már több volt a kritikus hang. A későbbi kritikák már a sorozat egyik legjobb epizódjaként tartják számon.

## Cselekmény
Liam Foxwell ügyvéd egy állásinterjún vesz részt, majd hazafelé menet idegeskedve nézi azt vissza a kocsiban. A jövőben ugyanis valamennyi ember számára elérhető egy új technológia, melynek segítségével egy, a fül mögé épített chip rögzít mindent, ami az emberrel történik, és az bármikor visszajátszható. Este részt vesz egy vacsorán a feleségével, Ffionnal és a barátaikkal, ahol észreveszi, hogy a neje együtt nevet az egyikükkel, Jonasszal valamin. A vacsora alatt Liam visszanézi a neje reakcióit a férfi társaságában, különösen annak fényében, hogy a férfinak nemrég ért véget egy kapcsolata. Egy másik vendég, Hallam arról beszél a többieknek, hogy az ő füle mögül egy támadó kivágta a chipet, azért, hogy megszerezze az emlékeit. Mint kiderül, a szakszerűtlen eltávolítás akár vakságot is okozhat.
Liam úgy dönt, hogy meghívja magukhoz Jonast, aki a kései órára hivatkozással váratlanul elmegy. Ffion felhívja Ginát, a bébiszittert, aki a lányukra vigyáz, hogy aludjon az emeleten. Liam kérdőre vonja a nejét Jonasszal kapcsolatban, aki elismeri, hogy valóban volt köztük románc, de már nagyon régen, Marrakeshben. Azt mondja, hogy legfeljebb egy hónapig tartott, ám Liam előkeresi az emlékei közül, amikor Ffion azt mondta neki, hogy egy bizonyos Mr. Marrakesh-sel egy hétig randizott csak. A vita eldurvul közöttük, és Ffion a férje szemére veti, hogy korábban egy másik férfi, Dan miatt is ekkora cirkuszt csinált. Válaszul Liam leribancozza a feleségét. Végül kibékülnek és szeretkeznek, de közben mindketten korábbi együttléteiket nézik vissza. Ezután Liam lemegy a földszintre és inni kezd, miközben megszállottan nézi vissza a vacsora eseményeit.
Mikor Gina felébred, Liam megkérdi, hogy mi a véleménye az emlékeiről, de Ffion gyorsan elküldi. Liam újra faggatni kezdi a nejét, aki most már azt állítja, hogy Jonasszal hat hónapig voltak együtt. Részegen autóba száll (pedig az autója figyelmezteti, hogy az ittas vezetés esetén a biztosítása megszűnik), és egyenesen Jonashoz hajt. Jonas nem örül annak, hogy eljött hozzá, de Liam nem hajlandó távozni, sőt meg is üti őt. Hallam, aki az egész éjszakát nála töltötte, kihívja a rendőrséget.
Liam az autójában tér magához, ami egy fának ütközött. Visszajátssza a történteket, és ebben látja, hogy azt követelte Jonastól, hogy törölje az összes emlékét Ffionról. Miközben azokat nézte vissza, hirtelen észrevette, hogy van köztük egy olyan, amelyiken Ffion az ágyban van. Kérdőre vonja emiatt a nejét, aki tagad, ám Liam faggatózására megtörik, és közli, hogy amikor összevesztek amiatt, mert megvádolta a Dannel való kapcsolatával, a nő részegen lefeküdt Jonasszal, és valószínűleg a lánya is tőle van. A dühös Liam arra kényszeríti őt, hogy játssza vissza az ezzel kapcsolatos emléket.
Később az üres házban Liam visszajátssza az emlékeket a feleségéről és a gyerekről, majd egyszerűen kivágja a fejéből a chipet, és a képernyő elsötétül.

## Szereplők
| Szerep  | Színész         | Magyar hang (HBO) | Magyar hang (Netflix) |
| ------- | --------------- | ----------------- | --------------------- |
| Liam    | Toby Kebbell    | Varga Gábor       | Varga Gábor           |
| Ffion   | Jodie Whittaker | Bognár Anna       | Kökényessy Ági        |
| Jonas   | Tom Cullen      | Széles László     | Szabó Máté            |
| Lucy    | Amy Beth Hayes  | Mezei Kitty       | Ullmann Mónika        |
| Colleen | Rebekah Staton  | Söptei Andrea     | Hámori Eszter         |
| Jeff    | Rhashan Stone   | Rajkai Zoltán     | Molnár Levente        |
| Hallam  | Phoebe Fox      | Szávai Viktória   | Bogdányi Titanilla    |
| Paul    | Jimi Mistry     | Kassai Károly     | Renácz Zoltán         |
| Max     | Daniel Lapaine  | Horváth Illés     | Seszták Szabolcs      |

## Az epizód készítése
Ez az egyetlen epizód az első évad során, amelyet nem a sorozat megalkotója, Charlie Brooker írt. Jesse Armstrong korábban szitkomokhoz írt forgatókönyveket, gyakran olyan történeteket, amelyekben a kamera az egyik szereplő nézőpontjából mutatja az eseményeket. Armstrongot érdekelte a technika fejlődése, és hogy a tárhelyek mérete exponenciálisan növekszik, valamint a kérdés, hogy egy véget ért párkapcsolat esetében lehet-e törölni az emlékeket. Az epizód első forgatókönyve hosszú volt, amiben voltak például olyan elemek, hogy az emberek moziba jártak viszonyt létesíteni másokkal, mert akkor szerzői jogokra hivatkozva a chip nem vett volna fel semmit. Később átírásra került, és inkább egy házasság keretei köré helyeződött a hangsúly.
Az emlékeket tároló chip méretében és alakjában is egy rizsszemre emlékeztet. Az emlékeket egy távirányító segítségével lehet visszajátszani, az eszköz kezelőfelülete pedig szándékosan olyanra lett tervezve, mint a fák évgyűrűi. Hogy kevésbé legyen sci-fi szerű a hatás, kőből, fából és fémből épültek meg a díszletek. A cselekményt 2050-be helyezték.
A szexjelenetet az első tervek szerint úgy vették volna fel, hogy közben a szereplők a tévében nézték volna a korábbi aktusukat. Ez logisztikai nehézségek miatt átírásra került, és úgy ábrázolják, hogy a karakterek a retinájukon nézik azt vissza, miközben a pupillájuk tejszerűen elhomályosul.
Armstrong azzal a feltétellel írta meg a forgatókönyvet, hogy megkapja egy film elkészítésének opciós jogát is mellé. 2013-ban a filmjogok Robert Downey Jr. színész Team Downey nevű produkciós cégéhez kerültek. A film tervezett forgatókönyvében a főszereplő az elhunyt feleségével kapcsolatos emlékeinek visszanézése közben jönne rá egy sötét titokra. Azt azonban azóta sem forgatták le, és Armstrong szerint nagy valószínűséggel az opciós jogok is lejártak már.

## Lásd még
- Vágott verzió - 2004-es film, nagyon hasonló témában

## Forráshivatkozások
1. ↑  Fekete tükör - I/3. rész: Az emlékchip - ISzDb. iszdb.hu. (Hozzáférés: 2023. június 14.)
2. ↑  Fekete tükör - I/3. rész: Az emlékchip - ISzDb. iszdb.hu. (Hozzáférés: 2023. június 14.)
3. ↑  Abramovitch, Borys Kit,Seth; Seth: Robert Downey Jr. Options Episode of U.K. Anthology Series ‘Black Mirror’ (amerikai angol nyelven). The Hollywood Reporter, 2013. február 11. (Hozzáférés: 2023. június 14.)
4. ↑  Archivált másolat. [2020. augusztus 28-i dátummal az eredetiből archiválva]. (Hozzáférés: 2023. június 14.)

## Fordítás
Ez a szócikk részben vagy egészben  a   The Entire History of You című angol Wikipédia-szócikk ezen változatának fordításán alapul.  Az eredeti cikk szerkesztőit annak laptörténete sorolja fel. Ez a jelzés csupán a megfogalmazás eredetét és a szerzői jogokat jelzi, nem szolgál a cikkben szereplő információk forrásmegjelöléseként.